# حلوای راشی
حلوای راشی یا حلواارده یکی از شیرینی‌های سنتی ایرانی و سوغات استان بوشهر است.  نوعی حلوا است که در آن شیرهٔ خرما را در ظرفی کروی که ته آن گود و مقعر (پاتیل مخصوص) است می‌ریزند و با شعله کم حرارت می‌دهند تا کاملاً سفید شود؛ آنگاه مقداری مناسب ارده (عصاره کنجد بو داده) به آن می‌افزایند و آن قدر به هم می‌زنند تا کاملاً متلاشی شود.